# 茶学文献列表
自从唐代陆羽发表《茶经》后，唐、宋、明、清各代出了五六百部茶书。各代茶书是茶文化的缩影。

## 中國

### 唐朝
- 陆羽《茶经》
- 陆羽《顾渚山记》
- 陆羽《水品》
- 斐汶《茶述》
- 张又新《煎茶水记》
- 温庭筠《采茶录》
- 苏廙《十六汤品》

### 五代
- 毛文锡《茶谱》

### 宋代
- 陶穀《荈茗录》
- 周绛《补茶经》
- 叶清臣《述煮茶小品》
- 蔡襄《茶录》
- 朱子安《东溪试茶录》
- 黄儒《品茶要录》
- 沈括《本朝茶法》
- 赵佶《大观茶论》
- 唐庚《斗茶记》
- 熊蕃《宣和北苑贡茶录》
- 赵汝砺《北苑别录》
- 桑茹芝《续茶谱》
- 审安老人《茶具图赞》

### 明代
- 朱权《茶谱》
- 顾元庆《茶谱》
- 田艺蘅《煮泉小品》
- 徐忠献《水品》
- 陆树声《茶寮记》
- 徐渭《煎茶七类》
- 孙大绶《茶经水辨》
- 孙大绶《茶经外集》
- 孙大绶《茶谱外集》
- 屠隆《茶说》
- 陈师《茶考》
- 张源《茶录》
- 陈继儒《茶话》
- 张谦德《茶经》
- 许次纾《茶疏》
- 程用宾《茶录》
- 熊明遇《罗岕茶记》
- 罗廪《茶解》
- 冯时可《茶录》
- 屠本畯《茗笈》
- 夏树芳《茶董》
- 陈继儒《茶董补》
- 龙膺《蒙史》
- 徐𤊹《蔡端明别记》
- 徐𤊹《茗谭》
- 喻政《茶集》
- 高元濬《茶乘》
- 闻龙《茶笺》
- 周高起《洞山岕茶系》
- 周高起《阳羡茗壶系》
- 冯可宾《岕茶》
- 邓志谟《茶酒争奇》
- 程百二《品茶要录补》
- 黄龙德《茶说》

### 清代
- 佚名《茗笈》
- 陈鉴《虎丘茶经注补》
- 刘源长《茶史》
- 余怀《茶史补》
- 冒襄《岕茶汇钞》
- 陆廷灿《续茶经》
- 佚名《茶谱辑解》
- 程雨亭《整饬皖茶文牍》
- 程淯《龙井访茶记》
- 唐晏《煎茶说》

### 民國
《古今茶事》胡山源編  世界書局  1941  年版  上海書店  1985年重印

## 日本

### 鎌倉時代
- 榮西《喫茶養生記》

### 室町、安土桃山時代
- 玄惠（日语：玄恵）《喫茶往來》（喫茶往来）
- 真松齋春溪《分類草人木》
- 湘東一枝《烏鼠集》
- 南方宗啟《南方錄（日语：南方録）》
- 山上宗二《山上宗二記（日语：山上宗二記）》
- 佚名《北野大茶湯之記》

### 江戶時代
- 古田重然《織部百條》（織部百ヶ条）
- 古田重然《織部茶會記》
- 古田重然《古織茶湯書》
- 二平壽悅《僊林》
- 佚名《喫茶雜話》（喫茶雑話）
- 佚名《草人木》
- 紅染山鹿庵《古今茶道全書》
- 遠藤元閑《茶湯獻立指南》（茶湯献立指南）
- 遠藤元閑《茶之湯六宗匠傳記》（茶之湯六宗匠伝記）
- 遠藤元閑《茶湯評林》
- 遠藤元閑《茶之湯綱目》
- 遠藤元閑《茶之湯評林大成》
- 遠藤元閑《茶之湯三傳集》（茶之湯三伝集）
- 遠藤元閑《當流茶之湯流傳集》（当流茶之湯流伝集）
- 遠藤元閑《茶之湯指南抄》
- 遠藤元閑《茶之湯古今惑問》
- 藪內竹心《源流茶話》
- 鴻池道億（日语：鴻池道億）《山中光漸茶書》
- 鴻池道億《鴻池道具帳》
- 松本見休《貞要集》
- 井伊直弼《茶湯一會集（日语：茶湯一会集）》
- 草間直方《茶器名物圖彙》（茶器名物図彙）
- 岡倉天心《茶之本》（茶の本）

## 朝鮮半島

### 朝鮮王朝
- 丁若鏞《東茶記》
- 艸衣《東茶頌》
- 艸衣《茶神傳》
- 艸衣《艸衣茶禪集》

## 琉球

### 第二尚氏王朝
- 美濟氏上江洲家《唐茶製法傳授書》（唐茶製法伝受書）
- 嘉善氏喜舍場家《紙漉方并茶園方例帳》